# 山口冨次郎
山口 冨次郎（やまぐち とみじろう、1900年（明治33年）9月10日 - 没年不明）は、日本の政治家。大阪府吹田市長。
。

## 来歴
関西大学法学部卒業。大審院部長を経て、1955年（昭和30年）吹田市長に就任した。